# 神舟载人飞船
神舟飞船是中国载人航天工程（921工程）为实现航天员天地往返而研制的一次性载人飞船，也是中国目前唯一的载人飞船，运载工具为长征二号F火箭。神舟飞船于1999年首次发射，2003年首次载人飞行；2021年起，配合天宫空间站，神舟飞船每年常态化实施2次为期半年的飞行任务。神舟飞船迄今共执行20次任务（含15次载人任务），全部取得成功。
神舟飞船未来将被中国下一代載人太空船“梦舟载人飞船”取代。
2005年3月，一顆小行星被命名為小行星8256神舟星，以示紀念。

## 名称
飞船的名称由中国载人航天工程办公室于1993年向参加飞船研制的各单位征集，并于1994年初确定为“神舟”——意为“神奇的天河之舟”，又是中国古称“神州”的谐音。当时其他名称有“华夏”“九州”“腾龙”等。

## 概要
神舟系列载人飞船由推进舱、返回舱、轨道舱和可选的附加段构成，总长约9米，总重约8吨，在载人龙飞船示范2号完成前，曾是全世界内部空间最大的载人飞船。神舟飞船总体结构与俄罗斯的联盟号飞船相似，但具有更大的尺寸、不同的外貌和更先进的內部设备。神舟飞船由专门为其研制的长征二号F火箭自酒泉卫星发射中心发射升空，回收地点曾为位于内蒙古中部的四子王旗着陆场，自2021年的神舟十二号任务起改为东风着陆场。
第一艘神舟飞船神舟一号（当时称为“神舟号”）于1999年11月20日成功发射；第一艘载人神舟飞船神舟五号于2003年10月15日发射，实现中国首次载人航天飞行；2011年11月1日发射的神舟八号至神舟十号3艘飞船为其正式定型批量生产型号；随着天宫空间站的发射，载人飞行进入每年2次的常态化飞行阶段，神舟飞船也再次进入批量生产，2021年6月17日发射的神舟十二号至神舟十五号4艘飞船为同一批次型号；2023年5月30日发射的神舟十六号至神舟二十一号6艘飞船为新一批次升级型号；此后的下一批次飞船将提升上下行能力至二到三倍。神舟飞船未来可能衍生新型货运飞船，用于专门运送由天宫空间站到地面的实验载荷。
神舟飞船历任总设计师为戚发轫（神舟一号至神舟五号）、张柏楠（神舟六号至神舟十一号）和贾世锦（神舟十二号起）。历任总指挥为戚发轫（神舟一号）、袁家军（神舟二号至神舟五号）、尚志（神舟六号至神舟八号）和何宇（神舟九号起）。

## 历史

### 背景
20世纪60至70年代，中国曾经试图进行中国首艘载人飞船“曙光一号”的研发，该项工程被命名为“714工程”。曙光一号的设计外观类似美国双子座飞船，为两舱式，产出了设计草图和全尺寸模型。但因为70年代综合国力过于薄弱，工业制造及相关的工艺水平过低，714工程于1971年被下令暂停并最终取消。
1986年3月3日，隨著情勢穩定，王大珩、王淦昌、杨嘉墀、陈芳允四位科学家，向中央提出了全面追踪世界高科技的发展和制定中国发展高科技计划的建议和设想。经过邓小平批示，中华人民共和国国务院批准了《国家高技术研究发展计划纲要》，根据提出的时间将其命名为863计划。863计划包含了七大领域，其中航天技术位列第二，获国家拨款50亿元，主题项目是：大型运载火箭及天地往返运输系统、载人空间站系统及其应用。
1992年1月，国防科学技术工业委员会开始正式组织对载人航天工程进行技术经济可行性论证。8月，中央专委审议了航天专家王永志为载人航天项目支持起草的《技术经济可行性论证报告》，听取了工程各大系统的基本研制方案和后续的发展规划，并原则上同意了工程的实施。
1992年9月21日，中共中央政治局十三届常委会第195次会议讨论同意了中央专委《关于开展我国载人飞船工程研制的请示》，中国载人航天工程正式启动，代号“921工程”。
在载人天地往返运输系统的论证与研制阶段，航天方面相关的专家之间曾出现过数次争论。

### 航天飞机与载人飞船之争
在载人航天工程开始初步论证的80年代末至90年代初期，航天飞机正处在世界航天界的黄金发展期，对中国载人航天的论证产生了很大影响。对于天地往返运输系统，有五种方案得到了较多的支持，分别为：多用途飞船、不带主动力的小型航天飞机、带主动力的小型航天飞机、垂直起飞水平着陆的两级火箭飞机和水平起降两级入轨的空天飞机，随后在1988年7月，可选方案进一步缩小至多用途飞船和不带主动力的小型航天飞机。
对于这两者，航天飞机的支持者认为载人飞船已是落后技术，而航天飞机代表着先进的发展方向，可以为中国的载人航天带来高起点。而载人飞船的支持者认为中国尚不具备研制航天飞机的技术条件，经济能力也支撑不起航天飞机的昂贵开销，相比之下载人飞船的可行性更高。最终，载人飞船方案得到了包括钱学森在内的航天专家们的支持，在经过了1989年航空航天部主持召开的“飞船与小型航天飞机比较论证会”后，航空航天系统内逐渐达成共识，確定采用载人飞船方案。

### 两舱与三舱构型之争

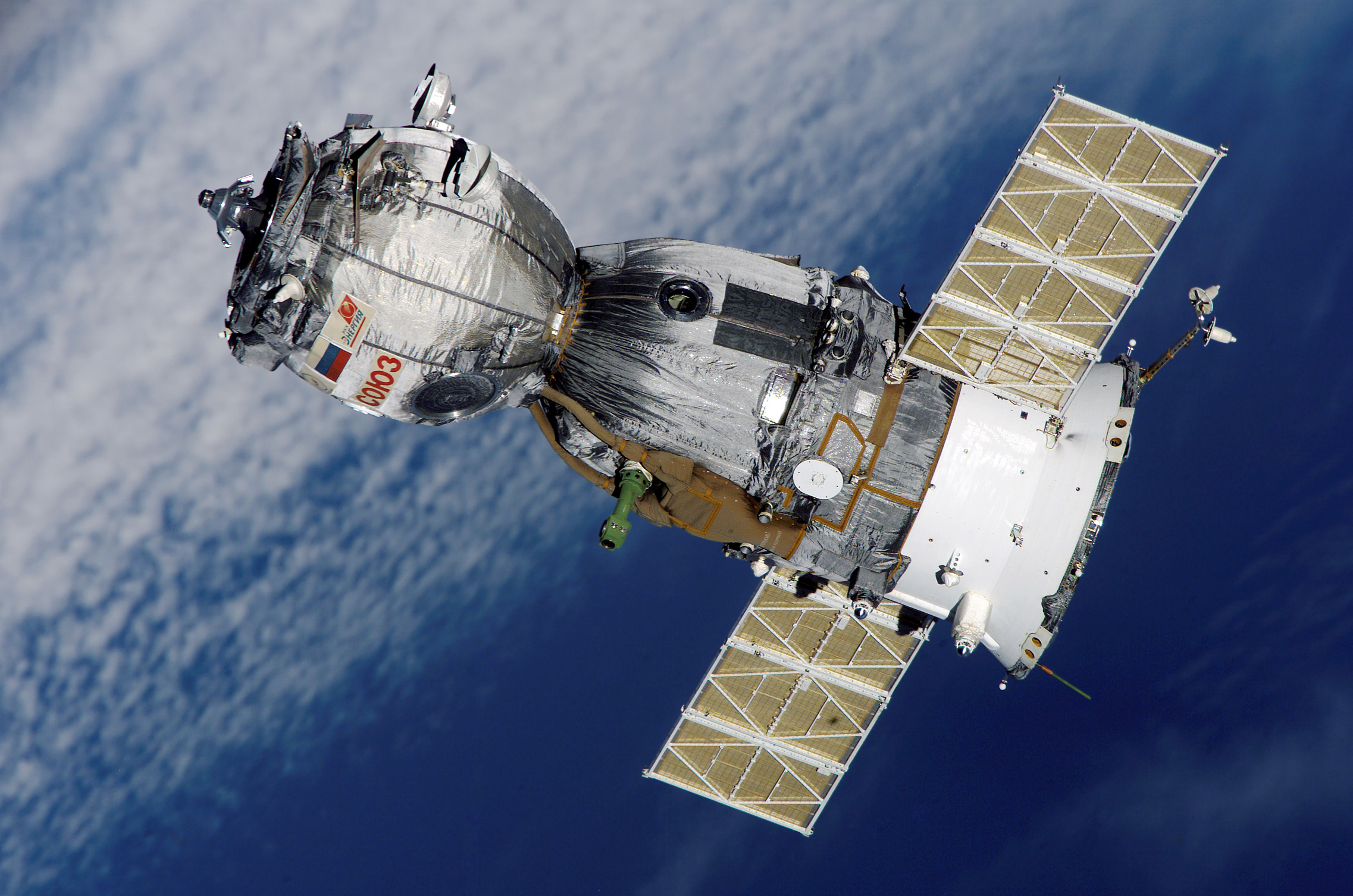
同樣構型的俄罗斯联盟号宇宙飞船，返回舱位于中间位置，但不同在於大小以及表面覆蓋有隔絕材料。

接下來，在载人飞船论证初期，专家之间对于采用类似俄罗斯“联盟号”的三舱构型还是美国“双子座”的两舱构型产生了争论。其中三舱构型，轨道舱可在分离后留轨继续使用，因此優先考慮三舱，又分为返回舱在最上方，側壁掛硬通道与轨道舱连接的使用硬通道方案，和返回舱在中间的现方案。三者的特点分别为：
- 两舱方案：优点为方便返回舱逃逸，缺点为返回舱必须做得较大，且必须搭载不必要的物品返回。
- 三舱硬通道方案：优点同样为方便頂部的返回舱逃逸，缺点是硬通道空間难以利用，并且会降低返回防热和在轨密封的可靠性。
- 三舱现方案：优点是返回舱尺寸与质量可以做小，缺点是发射段逃逸复杂，以及再入時艙体若無法分離下可能會難以控制姿態。

经过比较，返回舱在中间的三舱构型成为最终被采纳的方案，而大小則比联盟号稍大，柱型的軌道艙則更加不同於圓型的联盟号。

### 研制历程
1998年，用4年时间建设的北京空间技术研制试验中心在北京航天城投入使用，中心组装了4艘供地面试验用的初样神舟飞船同时展开测试：结构Ⅰ测试船、结构Ⅱ测试船、热控测试船和电性能测试船。1998年11月中旬接连3天，江泽民总书记，李鹏委员长，朱镕基总理先后视察航天城，并分别作了重要指示，江泽民亲笔为飞船题下了“神舟”两个大字，给飞船研制队伍以巨大的鞭策和鼓舞。
1998年10月19日上午9时，一艘初样神舟飞船与长征二号F火箭的逃逸系统一同进行了零高度逃逸试验，逃逸系统成功地將飞船逃逸，安全地帶到了地面。这也是逃逸系统唯一一次实际测试，其他测试则由计算机模拟替代。
为了赶在1999年下半年长征2F火箭首次试验发射时搭载首艘神舟飞船，本来仅供地面测试的电性能测试船被改装为上天飞行的首艘神舟飞船，即“神舟一号”试验船。为了保证任务成功，试验船按最小技术状态配置，飞船的13个分系统中的8个参与试飞考核，另外5个只安装而不考核。1999年下半年，神舟一号试验船在酒泉卫星发射中心进行了4个月的合练，完成了飞船全部技术流程的演练和与其他系统的对接工作。1999年11月20日凌晨6时30分，神舟一号飞船顺利升空，飞行21小时后圆满着陆。
2001年9月，神舟三号飞船进入酒泉卫星发射中心不久，出现电气设备接插件批次性质量问题。经研究决定，撤出酒泉卫星发射中心，回到北京航天城查找质量问题。经过一个多月的工作，理清了接插件故障机理，并对厂家生产的新接插件进行了可靠试验。

## 结构

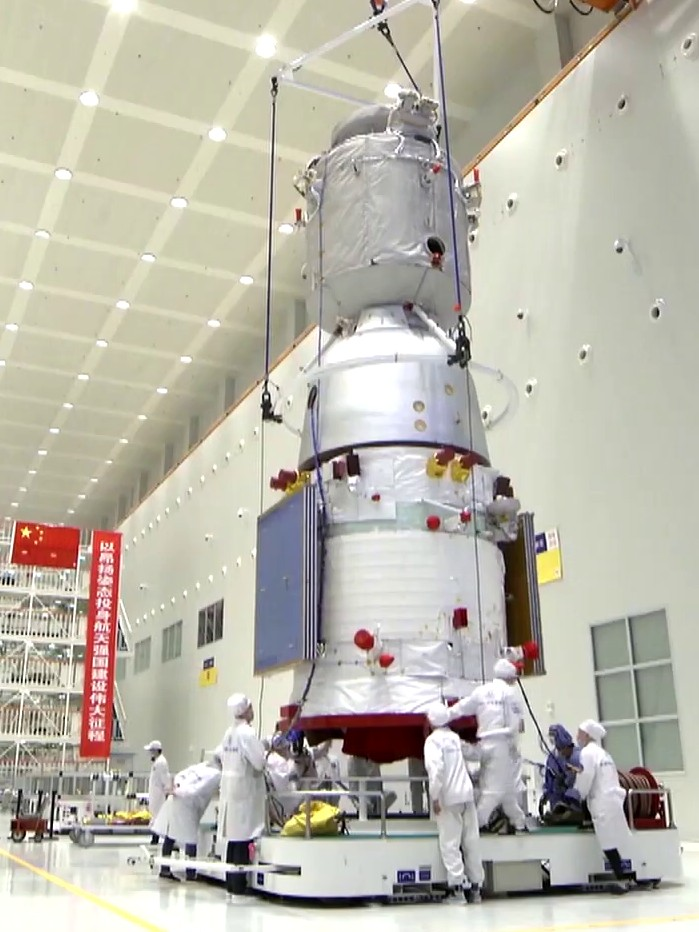
完成总装的神舟飞船，可見飞船的三舱构型與太陽能板，由上往下依次为轨道舱、返回舱和推进舱。

神舟系列飞船采用三舱构型，由推进舱、返回舱、轨道舱和附加段组成。

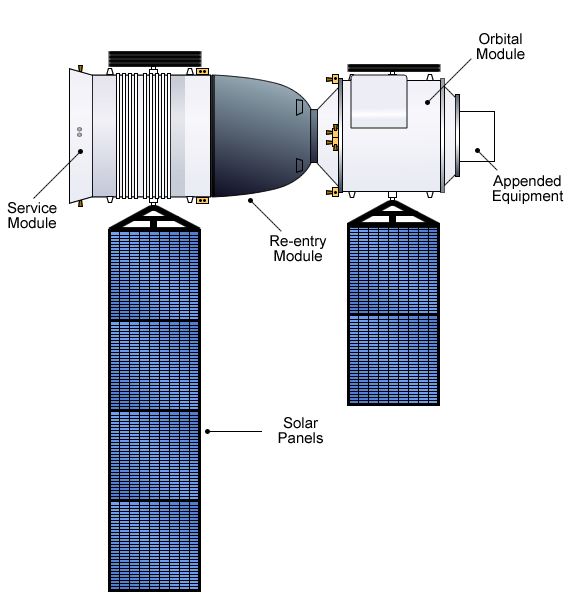
神舟飞船早期型号（一至六号）结构，前方轨道舱带太阳翼。

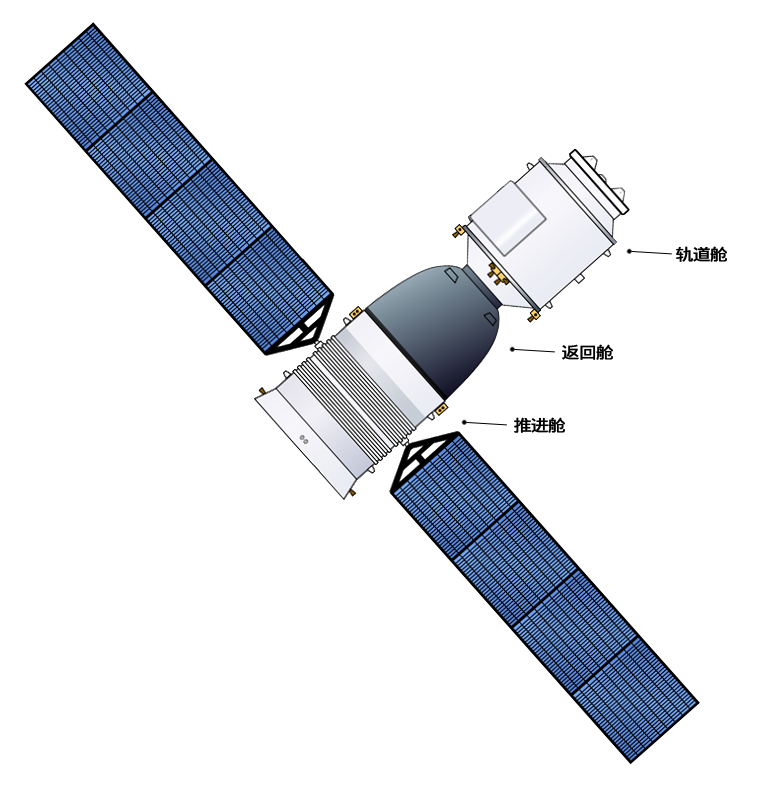
神舟飞船后期型号（八号及之后）结构，前方轨道舱不带太阳翼，最前端附有对接机构。

全船资料
总质量：7,840千克。
长度：9.25米。
直径：2.80米。
翼展：17.00米。

### 推进舱
推进舱位於飞船的后部，外形为圆筒状，为非加压舱段，装有4台发动机，和姿态控制发动机，相比联盟号则只用1台KTDU-80主发动机系统（并结合姿态功能而非分离式设计，燃料也改为UDMH），两侧装有总面积超过40平方米的主太阳能电池阵列。推进舱包含维生系统和其他功能仪器，主要用於飞船的姿态控制、变轨和制动，以及向飞船提供电力。
推进舱资料
设计寿命：20天。（早期版本）
长度：2.94米。
基本直径：2.50米。
最大直径：2.80米。
翼展：17.00米。
质量：3,000千克。
粗略姿控系统(RCS Coarse)（喷口×推力）：8×150牛顿。
精确姿控系统(RCS Fine)（喷口×推力）：16×5牛顿。
姿控系统燃料：甲基肼/四氧化二氮(N2O4/MMH)与引擎同一系统。
主引擎：4×2500牛顿。
主引擎推力：10.000千牛頓。
主引擎燃料：甲基肼/四氧化二氮(N2O4/MMH)。
主引擎比冲：290秒。
电力系统：太阳能板：24.48+12.24平方米，共36.72平方米。
电力消耗：平均1.0千瓦。
电力消耗：2.40千瓦/时。

### 返回舱

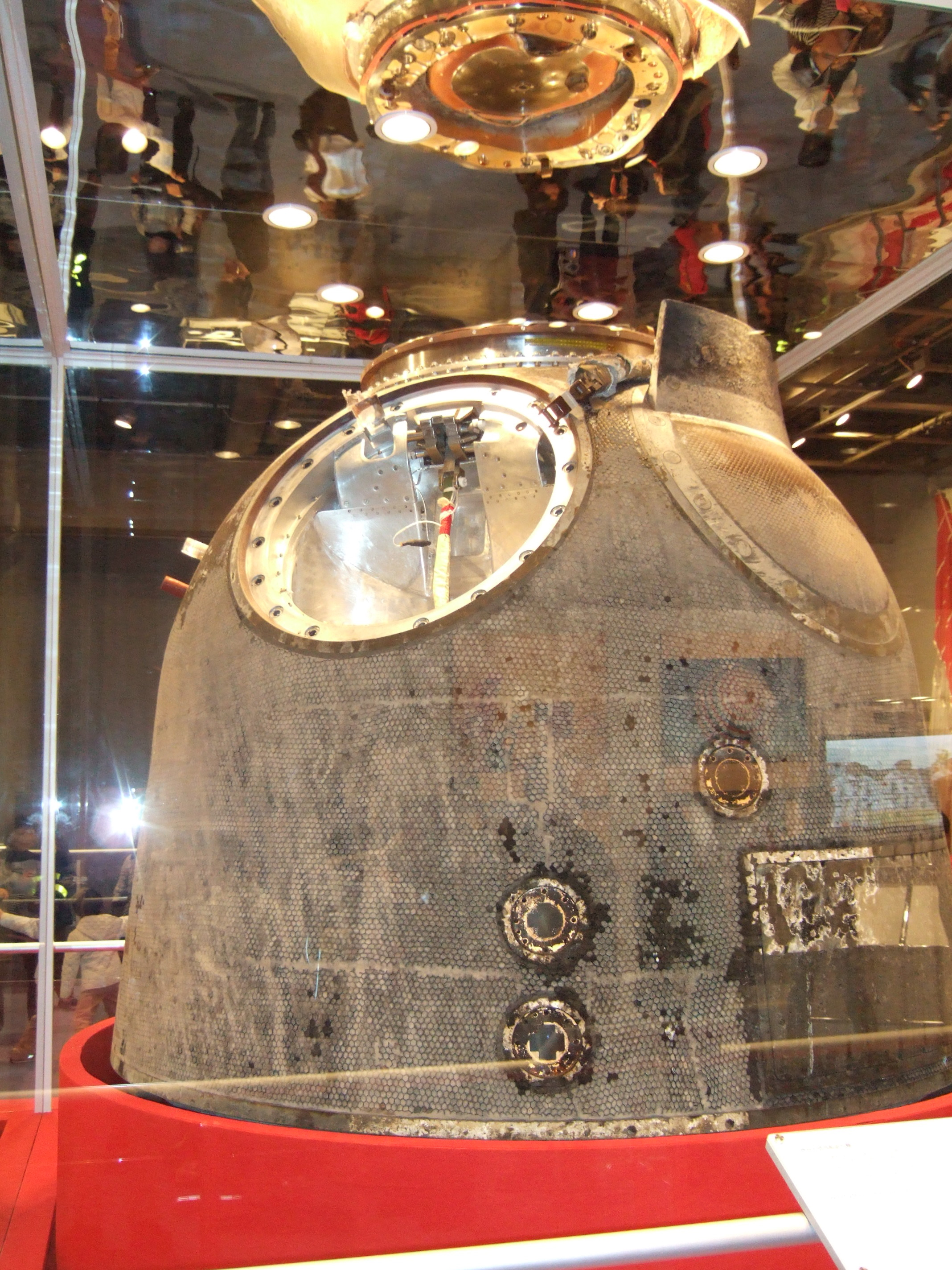
展示于香港的神舟七号返回舱

返回舱位於飞船的中段，外形呈钟形，作为一种升力体，在重返大气层时可以获得一定的气动升力，实现减速以及改變軌跡的功能。返回舱直径2.5m，空间约6m3，设计可容纳3名航天员，是继龙飞船2号之后世界上正在运用的可利用空间第二大的载人飞船（联盟号系列飞船加压舱最大为4m3，龙飞船2号包含貨物部分的可用空间为9.3m3）。
返回舱顶部设有一个舱门，是航天员进出返回舱的唯一通道，在着陆后可由外侧打开；顶部有降落伞伞包，其中存有引导伞、减速伞、主降落伞和备份伞各一顶，负责大气层内减速，着陆后由航天员判断是否切除；返回舱外表面有烧蚀式防热层，两侧各设有一个窗户；下方装有伽马高度控制装置和4台反推发动机，在即将着陆阶段，伽马高度控制装置通过发射伽马射线测定飞船高度和速度，确定开启4台反推发动机工作的时机；最底部为防热板，用于抵御再入大气层时的高温。
返回舱内有3个盆状座椅，航天员在火箭升空时和再入大气层时穿着舱内航天服躺在座椅中，座椅上面有一块为每个航天员量体定做、专人专用的缓冲减振垫，用途是减少飞行中的振动和冲击过载；神舟飞船发射时，舱内可携带300千克物资（含轨道舱存储空间），返回地面时，返回舱可携带50千克物资，由于目前中国使用的天舟货运飞船不具备运输在轨物资返回地面的能力，神舟飞船返回舱是唯一能够携带在轨物资返回地面的航天器。
在返回舱设计过程中，中國曾取得联盟号的返回舱（俄國则將此部分稱作下降載具）作主要参考。
返回舱资料
乘员量：3人。
设计寿命：單次，20天至180天
长度：2.50米。
基本直径：2.52米。
最大直径：2.52米。
适居容积：6.00立方米。
质量：3,240千克。
隔热罩质量：450千克。
粗略姿控系统(RCS Coarse)（喷口×推力）：8×150牛顿。
姿控系统燃料：联氨(Hydrazine)。

### 轨道舱

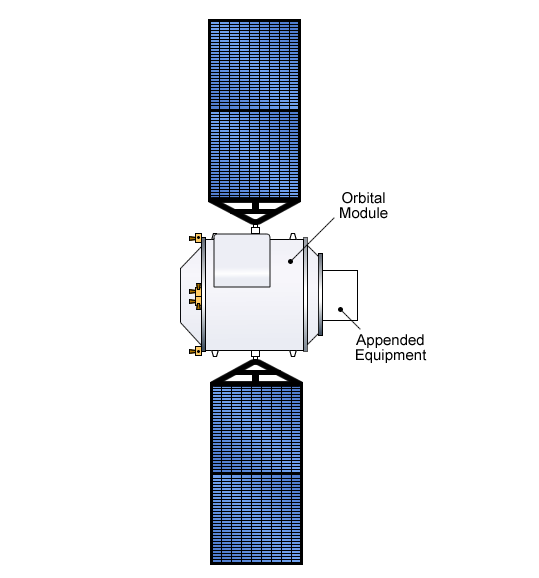
神舟飞船早期型号（一至六号）的轨道舱外观

轨道舱位于飞船的前段，外形呈两端带有锥角的圆柱形。轨道舱底部设有舱口，直接与返回舱门连接（没有单独的轨道舱门）。轨道舱侧壁设有一个水平舱门。在发射前，航天员先通过水平舱门进入飞船，再穿过舱口和返回舱门下降到返回舱里。轨道舱有一个对地观测舷窗。
轨道舱的功能和用途为：航天员在轨道飞行期间的生活舱；有效载荷试验时的试验舱；交会对接试验时的目标飞行器；航天员出舱活动时的气闸舱；以及作为天地往返运输器时的货舱。
神舟一号至神舟六号飞船轨道舱两侧装有一对可绕单轴旋转的太阳电池阵，顶部连接附加段。神舟飞船主任务结束，返回舱与轨道舱分离后，轨道舱仍然可继续在轨工作，视需求可進行半年以上飛行以继续进行对地观测和空间试验。但此时由于没有舱门，轨道舱内暴露在真空中。
神舟飞船发射时，轨道舱和返回舱内共可携带300千克物资。
神舟七号出舱活动中，轨道舱作为气闸舱使用，存放舱外航天服，航天员通过水平舱门出舱。轨道舱顶部装有气瓶。
自神舟八号开始，由于需要对接，轨道舱顶部增设一个舱门和相应对接机构。
轨道舱资料
设计寿命：200天。
长度：2.80米。
基本直径：2.25米。
最大直径：2.25米。
翼展：10.40米。
适居容积：8.00立方米。
质量：1,500千克。
粗略姿控系统(RCS Coarse)（喷口×推力）：16×5牛顿。
姿控系统燃料：联氨(Hydrazine)。
电力系统：太阳能板：12.24平方米。
电力消耗：平均0.5千瓦。
电力消耗：1.20千瓦/时。

### 附加段
附加段也叫过渡段，存在于早期的神舟飞船上，位于轨道舱最前端，主要用来完成与其他空间飞行器交会对接前的技术测试与验证工作，后期作为交会对接机构的安装位使用，此外也能够安装其他仪器进行空间探测。从神舟六号开始，附加段被取消；神舟七号在轨道舱最前端安装气闸舱气瓶和神舟七号伴飞卫星；从神舟八号开始，被正式的空间对接机构所取代。
聯盟號的对接机构是蘇聯式SSVP系統，神舟則是採用科羅廖夫能源火箭航天集團的對接構造，该公司的APAS（Androgynous Peripheral Attach System）已經在國際空间站上广泛使用，自行改造为符合國際對接系統標準的接口。

### 对比
神舟载人飞船研製時參考的對象為联盟号TM型（俄太空局最新路線則為MS型），在神舟五号飞行之时，其再入方式、着陆精度和再入过载峰值等指标已大致与联盟TM飞船相当，且具备更大的尺寸，为航天员的工作和生活创造了更为舒适的环境。。
|        | 联盟号  | 神舟号  |
| ------ | ------- | ------- |
| 长度   | 7.48 m  | 8.65 m  |
| 直径   | 2.72 m  | 2.8 m   |
| 翼展   | 10.06 m | 17.0 m  |
| 总质量 | 7250 kg | 7800 kg |

## 任务
自1999年首飞开始，神舟飞船是中国载人航天工程目前唯一使用的载人飞船，其运用历史贯穿工程各阶段：在载人飞船阶段，神舟一号（1999年）至神舟六号（2005年）验证了载人飞船天地往返技术，包括前四次无人飞行，以及神舟五号（2003年）的单人单天飞行以及神舟六号的两人多天飞行；在工程第二阶段，神舟七号（2008年）验证了舱外活动技术，神舟八号（2011年）、神舟九号（2012年）和神舟十号（2013年）协同天宫一号验证了交會對接技术，神舟十一号（2016年）则与天宫二号一同实施了中期在轨驻留任务；在2021年天宫空间站入轨后，工程进入第三阶段，神舟飞船作为在空间站与地面之间往返运送人员和物资的交通工具，自神舟十二号（2021年）起转为每年执行两次任务、每次任务长度约半年的常态化使用状态。
神舟一号至神舟四号和神舟八号任务属于无人飞行任务，其余皆为载人飞行任务。

### 进行中的任务
| 生产批次  | 任务名称   | 发射时间                      | 发射地点         | 着陆时间   | 着陆地点   | 航天员           | 备注                     |
| --------- | ---------- | ----------------------------- | ---------------- | ---------- | ---------- | ---------------- | ------------------------ |
| 第三 批次 | 神舟二十号 | 2025年4月24日17时17分31.441秒 | 酒泉卫星发射中心 | 2025年10月 | 东风着陆场 | 陈冬 陈中瑞 王杰 | 与天和核心舱径向交会对接 |

### 任务标识
神舟飞船的各次载人飞行任务皆有任务标识，其中自神舟十六号起的任务标识面向全社会公开征集。神舟一号至四号和神舟八号任务因属于无人飞行任务，没有为航天员设计可佩戴的任务标识，不过神舟八号地面工作人员佩戴的标识也被认可为任务标识。

## 纪念
2005年3月16日，南京紫金山天文台将1981年10月25日发现的小行星8256命名为“神舟星”。
神舟一号至神舟七号返回舱落点修建了纪念碑。